# Franciszek Derra
Franciszek Derra (ur. 1955, zm. w czerwcu 2017) – polski baśkarz, pierwszy sportowo wyłoniony Mistrz Polski w Baśkę.

## Życiorys
Był zawodnikiem Kaszëbë Baszka (wcześniej Mestwin ZKP) Nowa Karczma oraz Szumleś City. W 2006 podczas zawodów w Żukowie został wyłoniony pierwszym Mistrzem Polski w Baśkę. Przed śmiercią w czerwcu 2017 wziął udział jeszcze między innymi w majowym turnieju Sucovia CUP.